# Liste der Kulturdenkmäler in Cappel
Die folgende Liste enthält die in der Denkmaltopographie ausgewiesenen Kulturdenkmäler auf dem Gebiet des Ortsteils Cappel der  Stadt Marburg, Landkreis Marburg-Biedenkopf, Hessen.
Hinweis: Die Reihenfolge der Denkmäler in dieser Liste orientiert sich an der Anschrift, alternativ ist sie auch nach der Bezeichnung oder der Bauzeit sortierbar.
Kulturdenkmäler werden fortlaufend im Denkmalverzeichnis des Landes Hessen durch das Landesamt für Denkmalpflege Hessen auf Basis des Hessischen Denkmalschutzgesetzes (HDSchG) geführt. Die Schutzwürdigkeit eines Kulturdenkmals hängt nicht von der Eintragung in das Denkmalverzeichnis des Landes Hessen oder der Veröffentlichung in der Denkmaltopographie ab.

## Kulturdenkmäler
| Bild                                  | Bezeichnung                        | Lage | Beschreibung | Bauzeit     | Objekt-Nr. |
| ------------------------------------- | ---------------------------------- | --- | --- | ----------- | ---------- |
| Bild gesucht BW                       | Gesamtanlage historischer Ortskern | Altes Schloß, Am Kirchberg, Auf dem Wüsten, Cappeler Markt, Friedhofstraße, Goldbergstraße, Holunderweg, Holzgasse, Im Gang, Im Lichtenholz, Im Loch, Marburger Straße, Mittelhausen, Moischter Straße, Ronhäuser Straße, Umgehungsstraße, Weinbergstraße, Zum Rosenmorgen, Zur Burgruine Lage | |             |            |
| Streckhof                             | Streckhof                          | Altes Schloß 3 LageFlur: 5, Flurstück: 8/1 | | Um 1820     |            |
| Wohnhaus, Scheune                     | Wohnhaus, Scheune                  | Altes Schloß 5 LageFlur: 5, Flurstück: 7/11 | | 18. Jh.     |            |
| Wohnhaus                              | Wohnhaus                           | Am Kirchberg 1 LageFlur: 5, Flurstück: 25/1 | | 19. Jh.     |            |
| Wohnhaus                              | Wohnhaus                           | Am Kirchberg 2 LageFlur: 5, Flurstück: 24/1 | | 1906        |            |
| weitere Bilder                        | St. Martin                         | Am Kirchberg 3 LageFlur: 5, Flurstück: 31/2 | Neubau der evangelischen Pfarrkirche unter Einbeziehung des spätgotischen Chors und Wiederverwendung des barocken Dachreiters | 1900        |            |
| Wohnhaus                              | Wohnhaus                           | Am Kirchberg 4 LageFlur: 5, Flurstück: 22/2 | | 18./19. Jh. |            |
| Wohnhaus                              | Wohnhaus                           | Am Kirchberg 5 LageFlur: 5, Flurstück: 21 | | 18./19. Jh. |            |
| Dreiseitige Hofreite                  | Dreiseitige Hofreite               | Am Kirchberg 7 LageFlur: 5, Flurstück: 36/2 | | 19. Jh.     |            |
| Bild gesucht BW                       | Fachwerkwohnhaus                   | Cappeler Markt 4 LageFlur: 6, Flurstück: 112/6 | | 19. Jh.     |            |
| Bild gesucht BW                       | Wohnhaus                           | Cappeler Markt 6 LageFlur: 6, Flurstück: 111/6 | | 18. Jh.     |            |
| Bild gesucht BW                       | Vierseitige Hofanlage              | Cappeler Markt 7/Moischter Straße LageFlur: 6, Flurstück: 104, 105/6 | | 19. Jh.     |            |
| Friedhofstraße 10 in Cappel (Marburg) | Denkmal                            | Friedhofstraße 10 LageFlur: 12, Flurstück: 109/1 | | 1921        |            |
| Dreiseitige Hofanlage                 | Dreiseitige Hofanlage              | Goldbergstraße 1/Ronhäuser Straße o. Nr. LageFlur: 5, Flurstück: 14/3, 14/5, 14/6 | | 1895        |            |
| Ehemaliges Backhaus                   | Ehemaliges Backhaus                | Goldbergstraße 2 LageFlur: 5, Flurstück: 34 | | Vor 1840    |            |
| Wohnhaus, Scheune                     | Wohnhaus, Scheune                  | Goldbergstraße 3 LageFlur: 5, Flurstück: 12 | | 18./19. Jh. |            |
| Dreiseithof                           | Dreiseithof                        | Goldbergstraße 4 LageFlur: 5, Flurstück: 37/2 | | 18./19. Jh. |            |
| Wirtschaftsgebäude                    | Wirtschaftsgebäude                 | Goldbergstraße 5 LageFlur: 5, Flurstück: 11 | | Nach 1800   |            |
| Wohnhaus                              | Wohnhaus                           | Goldbergstraße 7 LageFlur: 5, Flurstück: 10 | | 1907/08     |            |
| Dreiseitige Hofanlage                 | Dreiseitige Hofanlage              | Goldbergstraße 10 LageFlur: 5, Flurstück: 40/3 | | 19. Jh.     |            |
| Wohnhaus                              | Wohnhaus                           | Goldbergstraße 11 LageFlur: 5, Flurstück: 56/7 | | 18. Jh.     |            |
| Wohnhaus                              | Wohnhaus                           | Im Gang 3 LageFlur: 5, Flurstück: 50/2 | | 19. Jh.     |            |
| Wohnhaus                              | Wohnhaus                           | Im Loch 2 LageFlur: 5, Flurstück: 18 | | Um 1800     |            |
| Einhaus                               | Einhaus                            | Im Loch 3 LageFlur: 4, Flurstück: 21/1 | | 1711        |            |
| Wohnhaus                              | Wohnhaus                           | Im Loch 5 LageFlur: 4, Flurstück: 20/1 | | 18. Jh.     |            |
| Evangelisches Pfarramt                | Evangelisches Pfarramt             | Marburger Straße 2 LageFlur: 4, Flurstück: 26/6 | | 1906        |            |
| Wohnhaus                              | Wohnhaus                           | Marburger Straße 3 LageFlur: 6, Flurstück: 115 | | Um 1750     |            |
| Ehem. Gasthaus mit Tanzsaal           | Ehem. Gasthaus mit Tanzsaal        | Marburger Straße 12 LageFlur: 4, Flurstück: 57/48 | | Um 1900     |            |
| Wohnhaus                              | Wohnhaus                           | Marburger Straße 17 LageFlur: 4, Flurstück: 125/2 | | Um 1770     |            |
| Tagelöhnerhaus                        | Tagelöhnerhaus                     | Mittelhausen 2 LageFlur: 6, Flurstück: 88 | | 1802        |            |
| Tagelöhnerhaus                        | Tagelöhnerhaus                     | Mittelhausen 4 LageFlur: 6, Flurstück: 86 | | 18. Jh.     |            |
| Hofanlage                             | Hofanlage                          | Moischter Straße 4 LageFlur: 6, Flurstück: 1/2 | | 18./19. Jh. |            |
| Wohnhaus                              | Wohnhaus                           | Moischter Straße 6 LageFlur: 6, Flurstück: 2/4 | | Um 1770     |            |
| Wohnhaus                              | Wohnhaus                           | Moischter Straße 10 LageFlur: 6, Flurstück: 7/11 | | 1769        |            |
| Wohnhaus                              | Wohnhaus                           | Moischter Straße 14 LageFlur: 6, Flurstück: 10/1 | | 1802        |            |
| Hofanlage                             | Hofanlage                          | Moischter Straße 15 LageFlur: 6, Flurstück: 96 | | 1780/90     |            |
| Wohnhaus                              | Wohnhaus                           | Moischter Straße 20 LageFlur: 6, Flurstück: 13/2 | | 19. Jh.     |            |
| Ehemaliges Pfarramt                   | Ehemaliges Pfarramt                | Ronhäuser Straße 1 LageFlur: 4, Flurstück: 24/2 | | 19. Jh.     |            |
| Wohnhaus                              | Wohnhaus                           | Ronhäuser Straße 2 LageFlur: 5, Flurstück: 23 | | 19. Jh.     |            |
| weitere Bilder                        | Ehem. Steinmühle                   | Steinmühlenweg 21 LageFlur: 13, Flurstück: 20/6 | Ehem. Steinmühle der Landgrafen von Hessen, errichtet 1526 anstelle des 1513 abgebrannten Vorgängerbaus:134                   | Ab vor 1492 |            |
| Hofanlage                             | Hofanlage                          | Zum Rosenmorgen 2 LageFlur: 4, Flurstück: 30/5, 184/31 | | 1789        |            |
| Ehem. Haltepunkt der Kreisbahn        | Ehem. Haltepunkt der Kreisbahn     | Zum Rosenmorgen 20 LageFlur: 4, Flurstück: 41/2 | | 1905        |            |